# Leenock
Ли Дун Нён (кор. 이동녕, род. 1 апреля 1995, Республика Корея), более известный под своим никнеймом Leenock, — корейский профессиональный игрок в Age of Empires IV. Ранее играл в StarCraft II за расу зергов. Двукратный чемпион Major League Gaming, также победитель IGN Proleague и DreamHack Open.
По состоянию на 2023 год, за свою карьеру Leenock заработал более 330 000 долларов призовых.

## Биография
В возрасте 15 лет Leenock прошёл на Global StarCraft II League (GSL). В 2011 году он вылетел в GSL Code A, и смог пробиться назад в премьер-лигу GSL Code S только к концу года, где он занял второе место, проиграв в финале Юн «jjakji» Джи Хёку со счётом 4:2. В том же году, в возрасте 16 лет, Leenock стал чемпионом Major League Gaming Providence, обыграв в финале Юхана «NaNiWa» Люкьеси и заработав 50 000 долларов призовых. Он стал первым спортсменом в истории MLG, которому удалось выиграть этот турнир после попадания в нижнюю сетку (Leenock проиграл матч против Пак «DongRaeGu» Су Хо).
В 2012 году Leenock занял первое место на IGN ProLeague. Он был приглашён на GSL Blizzard Cup, где проиграл Ли «Life» Сын Хёну в полуфинале. В 2013 году он одержал победу на DreamHack Open в Стокгольме. После 2013 года карьера Leenock пошла на спад.
В 2014 году Leenock перешёл в тайваньскую команду yoe Flash Wolves. В дальнейшем он перешёл в команду SBENU, которая затем, со сменой спонсора, сменила название на Afreeca Freecs. В 2017 году Leenock объявил о завершении карьеры для прохождения обязательной военной службы.
После выхода Age of Empires IV Leenock начал участвовать в киберспортивных соревнованиях по этой игре. В 2022 году он занял второе место на N4C, проиграв в финале Александару «Beastyqt» Крстичу со счётом 1:5.

## Стиль игры
Leenock известен творческим подходом к игре, уникальными стратегиями и быстрой адаптацией под действия оппонента.

## Признание
За скорость, с которой Leenock играл в StarCraft II, его прозвали Leenocktopus (смесь ника Leenock с англ. Octopus — «осьминог»).

## Достижения
StarCraft II

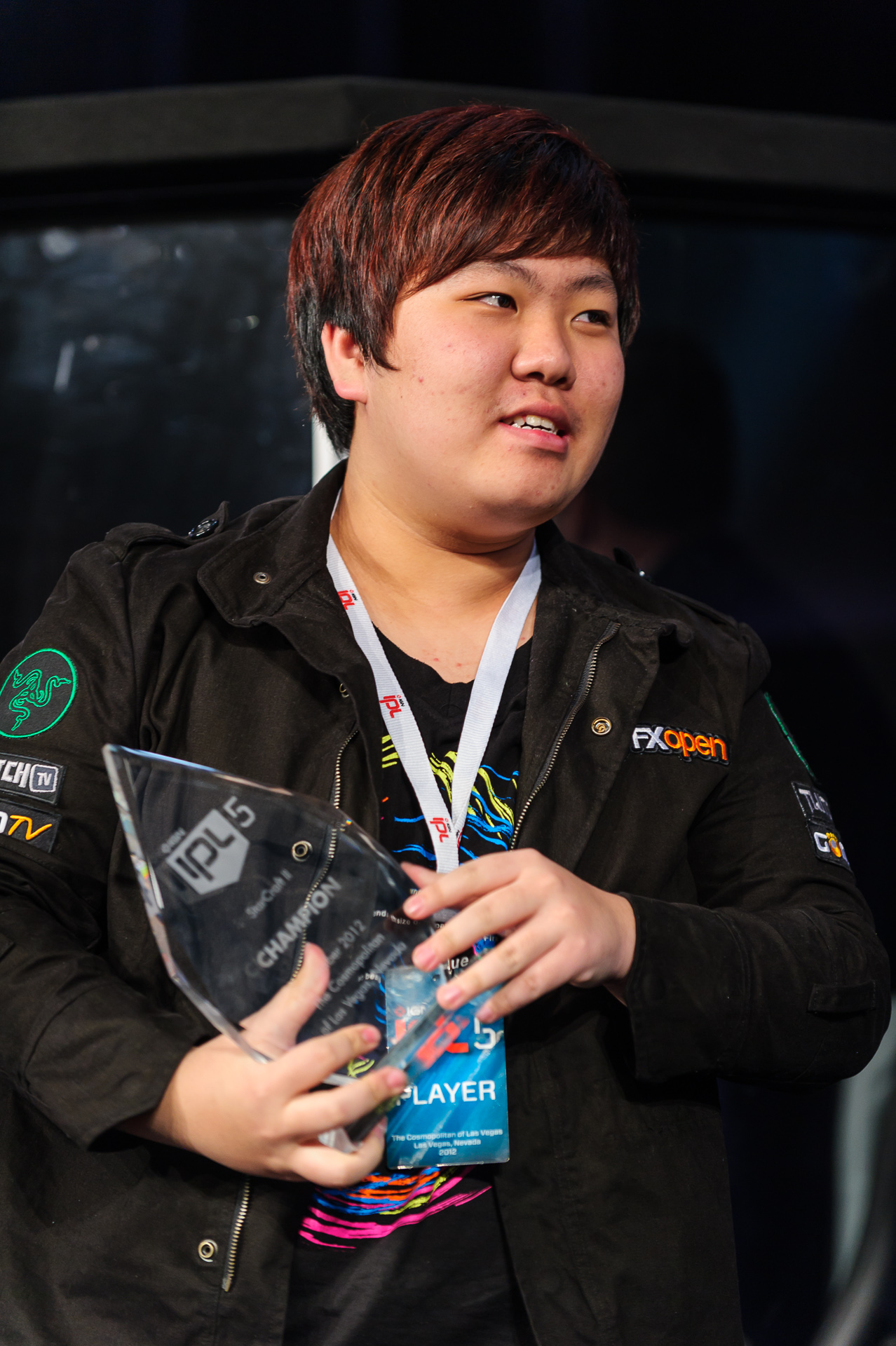
Leenock с трофеем IGN Proleague 5 в 2013 году

- 2011 MLG Pro Circuit Providence (1 место)
- 2011 Global StarCraft II League November: Code S (2 место)
- 2012 MLG Summer Championship (1 место)
- 2012 MLG Fall Championship (2 место)
- IGN ProLeague Season 5 (1 место)
- 2012 GSL Blizzard Cup (3—4 место)
- 2013 DreamHack Open: Stockholm (1 место)
- 2014 DreamHack Open: Valencia (3—4 место)

Age of Empires IV
- N4C (2 место)